# Pawnee (Oklahoma)
Pour les articles homonymes, voir Pawnee (homonymie).
La ville américaine de Pawnee est le siège du comté de Pawnee, dans l’État d’Oklahoma. Lors du recensement de 2010, elle comptait 2 190 habitants.

## Personnalités liées à la ville
Chester Gould est né à Pawnee en 1900.

## Source
- (en) Cet article est partiellement ou en totalité issu de l’article de Wikipédia en anglais intitulé « Pawnee, Oklahoma » (voir la liste des auteurs).